# Ас-Сакр
Спортивний клуб «Ас-Сакр» або «Ас-Сакр» (араб. نادي الصقر الرياضي الثقافي) — єменський футбольний клуб із міста Таїз, який виступає в Чемпіонаті Ємену. Назва клубу «Ас-Сакр» українською мовою перекладається як «Соколи». Домашні матчі клуб проводить на стадіоні зі штучним покриттям «Абу Валад», який може вмістити 5 000 уболівальників.
Один з найстаріших футбольних клубів Ємену, який фактично зберіг у первісному становищі футбольну інфраструктуру, й цим самим став головною туристичною принадою міста Таїз.

## Історія
Клуб було засновано в 1969 році в місті Таїз. Чемпіон Ємену 2006 та 2010 років. У 2008 та 2010 роках «Аль-Сакр» вигравав національний кубок.
У 2014 році команда стала переможцем чемпіонату Ємену і володарем Кубку Президента Ємену, зробивши тим самим «золотий дубль».
На міжнародній арені клуб двічі брав участь в континентальних клубних турнірах, але жодного разу так і не зміг пройти далі групового етапу турніру.
В сезоні 2010/11 років разом з двома іншими командами був дискваліфікований до нижчого дивізіону національного чемпіонату.

## Досягнення
- Чемпіонат Ємену
  -  Чемпіон (3): 2006, 2010, 2014
  -  Срібний призер (3): 2005
  -  Бронзовий призер (3): 2007, 2009, 2013

- Другий дивізіон чемпіонату Ємену з футболу
  -  Чемпіон (3): 1998, 2012

- Кубок Єдності Ємену з футболу
  -  Володар (2): 2008, 2010
  -  Фіналіст (1): 2007

- Суперкубок Ємену
  -  Володар (1): 2010

## Статистика виступів на континентальних турнірах
| Сезон   | Чемпіонат Ємену                        | Кубок Ємену  | Кубок Єдності Ємену | Кубок Ємену    | Другий дивізіон    |
| ------- | -------------------------------------- | ------------ | ------------------- | -------------- | ------------------ |
| 1990/91 | 7-ме — Група 2                         | Не стартував | Не стартував        | Не стартував   | Не стартував       |
| 1991/92 | Грав у 2 двізіоні                      | Не стартував | Не стартував        | Не стартував   | Невідомо ?         |
| 1993/94 | Грав у 2 дивізіоні                     | Не стартував | Не стартував        | Не стартував   | Невідомо ?         |
| 1994/95 | Грав у 2 дивізіоні                     | Не стартував | Не стартував        | Не стартував   | Невідомо ?         |
| 1995/96 | Не стартував                           | Невідомо ?   | Не стартував        | Не стартував   | Не стартував       |
| 1996/97 | Грав у 2 дивізіоні                     | Не стартував | Не стартував        | Не стартував   | Невідомо ?         |
| 1997/98 | Грав у 2 дивізіоні                     | Невідомо ?   | Не стартував        | Не стартував   | ЧЕМПІОН            |
| 1998/99 | 9-те                                   | Не стартував | Не стартував        | Не стартував   | Грав у 1 дивізіоні |
| 1999/00 | 3-тє — Група 2                         | 1/4 фіналу   | Не стартував        | Не стартував   | Грав у 1 дивізіоні |
| 2000/01 | 7-ме                                   | Невідомо ?   | Не стартував        | Не стартував   | Грав у 1 дивізіоні |
| 2001/02 | 9-те                                   | Невідомо ?   | Не стартував        | Не стартував   | Грав у 1 двізіоні  |
| 2002/03 | 7-ме                                   | Перший раунд | Не стартував        | Не стартував   | Грав у 1 дивізіоні |
| 2003/04 | 8-ме                                   | 1/8 фіналу   | Не стартував        | Не стартував   | Грав у 1 дивізіоні |
| 2004/05 | Фіналіст                               | 1/4 фіналу   | Не стартував        | Не стартував   | Грав у 1 дивізіоні |
| 2005/06 | ЧЕМПІОН                                | 1/8 фіналу   | Не стартував        | Не стартував   | Грав у 1 дивізіоні |
| 2006/07 | 3тє                                    | 1/4 фіналу   | Фіналіст            | Не брав участі | Грав у 1 дивізіоні |
| 2007/08 | 4-те                                   | 1/8 фіналу   | Чемпіон             | Не брав участі | Грав у 1 дивізіоні |
| 2008/09 | 3-тє                                   | 1/2 фіналу   | 1/16 фіналу         | Не брав участі | Грав у 1 дивізіоні |
| 2009/10 | ЧЕМПІОН                                | 1/8 фіналу   | ЧЕМПІОН             | ЧЕМПІОН        | Грав у 1 дивізіоні |
| 2010/11 | Знявся з чемпіонату, вилетів до 2 див. | Не стартував | Вибув               | Не брав участі | Грав у 1 дивізіоні |
| 2011/12 | Грав у 2 дивізіоні                     | 1/16 фіналу  | Не стартував        | Не брав участі | ЧЕМПІОН            |
| 2012/13 | 3-тє                                   | Не стартував | Не стартував        | Не брав участі | Грав у 1 дивізіоні |
| 2013/14 | ЧЕМПІОН                                |              | Не стартував        |                | Грав у 1 дивізіоні |

- Кубок АФК: 2 виступи

2007: Груповий етап
2011: Груповий етап

## Відомі гравці
- Йорданос Абай